# So Many Pros
«So Many Pros» (с англ. — «Так много плюсов») — второй сингл американского исполнителя Snoop Dogg с участием исполнителей, которые не были указаны в титрах: Charlie Wilson, Chad Hugo, Pharrell Williams и Rhea Dummett. Сингл был выпущен 14 апреля 2015 года как второй сингл с альбома Bush лейблами I Am Other и Columbia. Песня была спродюсирована Pharrell Williams и Chad Hugo (со.).

## Музыкальное видео
Официальное видео было выпущено 14 апреля 2015 года через VEVO.
Клип был срежиссирован François Rousselet.

## Список композиций
- Цифровая дистрибуция[4]

1. So Many Pros — 4:06

## Персонал
- Продюсер: Pharrell Williams.
- Сопродюсер: Chad Hugo.
- Запись: Andrew Coleman и Mike Larson.
- Миксовка: Mick Guzauski.
- Бэк-вокал: Charlie Wilson, Chad Hugo, Pharrell Williams и Rhea Dummett.
- Гитара: Brent Paschke.

## Награды и номинации
| Год  | Церемония награждения  | Награда                      | Итог   |
| ---- | ---------------------- | ---------------------------- | ------ |
| 2015 | Церемония MTV VMA 2015 | Лучшая художественная работа | Победа |

## Чарты

### Еженедельные чарты
| Чарты (2015)                      | Пик позиция |
| --------------------------------- | ----------- |
| Франция (SNEP)                    | 169         |
| US Top Twitter Tracks (Billboard) | 47          |

## История выпуска
| Страна | Дата                 | Формат               |
| ------ | -------------------- | -------------------- |
| США    | 14 апреля, 2014 года | Цифровая дистрибуция |
| Италия | 1 мая, 2015 года     | Радио                |